# Atelognathus ceii
Atelognathus ceii är en groddjursart som beskrevs av Néstor G. Basso 1998. Atelognathus ceii ingår i släktet Atelognathus och familjen Ceratophryidae. IUCN kategoriserar arten globalt som otillräckligt studerad. Inga underarter finns listade.